# Phormidium

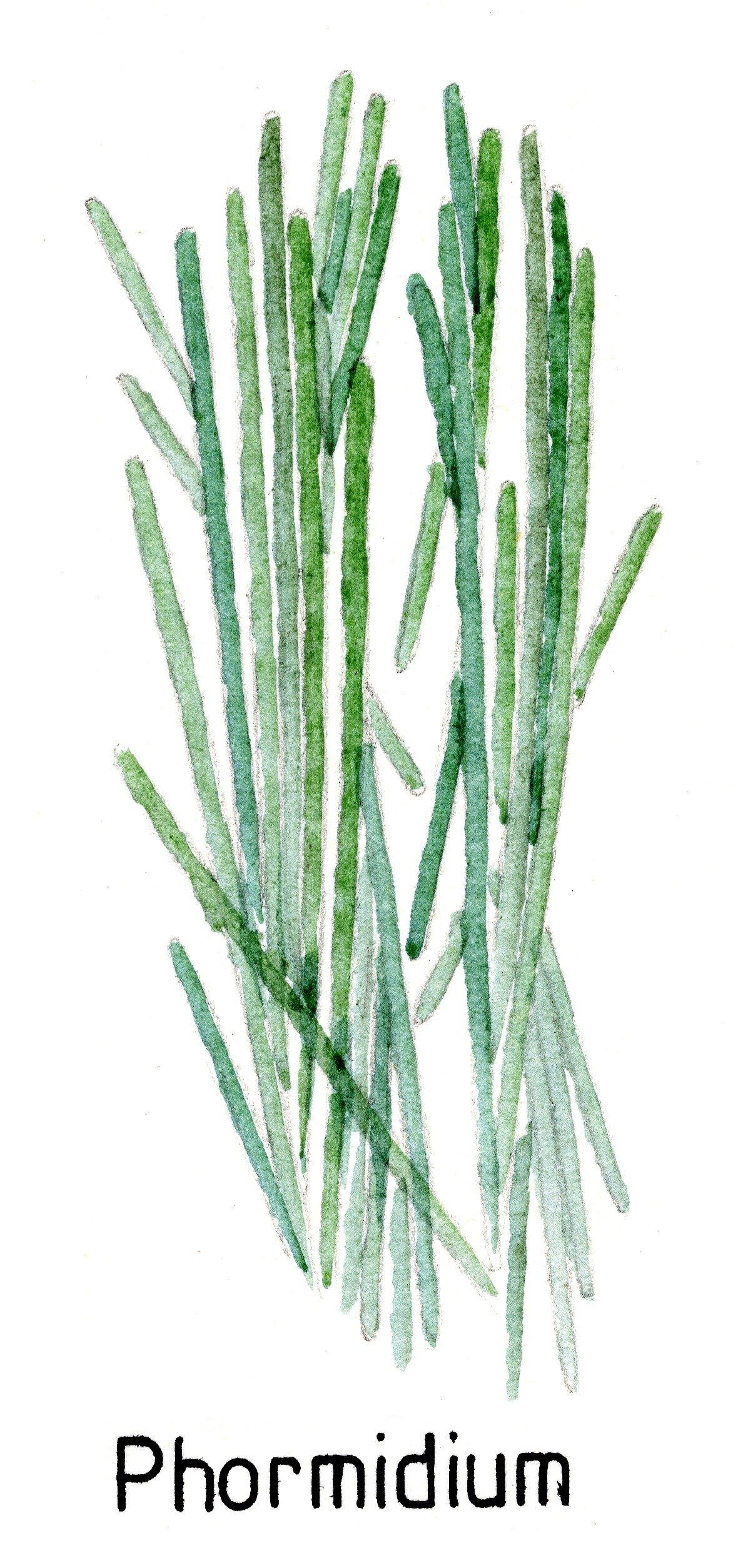
Illustration

Phormidium (deutsch auch „Häutchenblaualge“ genannt) ist eine Gattung fädiger Cyanobakterien, oder „Blaualgen“. Typspezies der Gattung ist Phormidium lucidum Kützing ex Gomont. Die Gattung bildet toxische Sekundärmetabolite.

## Merkmale
Phormidium wächst in Matten aus langen, unverzweigten Zellfäden (Filamenten). Diese sind von einer dünnen, farblosen Gallerthülle umgeben. Einzelzellen sind von blaugrüner bis violetter Farbe. Zur Vermehrung werden Hormogonien gebildet.

## Arten (Auswahl)
Auswahl von Arten der Gattung Phormidium gemäß LPSN:
- Phormidium ambiguum
- Phormidium allorgei
- Phormidium aerugineo-caeruleum[7]
- Phormidium corium – „Schwarze Häutchenblaualge“
- Phormidium lucidum
- Phormidium subfuscum[8]

Verschiebungen: 
- Phormidium africanum → Leptolyngbya africana[9]
- Phormidium autumnale[10] → Microcoleus autumnalis[11]
– „Herbst-Häutchenblaualge“
- Phormidium formosum → Kamptonema formosum[12]
– „Schöne Schwingalge“
- Phormidium foveolarum → Leptolyngbya foveolarum[13]